# Leocomia parabolocrata
Leocomia parabolocrata är en insektsart som beskrevs av Ball 1919. Leocomia parabolocrata ingår i släktet Leocomia och familjen spottstritar. Inga underarter finns listade i Catalogue of Life.